# Szymon Julian Weryha Darowski
Szymon Julian Weryha Darowski herbu Ślepowron (ur. 1824 w Krakowie, zm. 30 września 1899 tamże) – polski cieśla, działacz niepodległościowy.

## Życiorys
Wywodził się z rodu senatorskiego Weryha Darowskich herbu Ślepowron, pierwotnie pochodzącego z ziemi sanockiej, a potem rozrzuconej po różnych miejscach. Był wnukiem Szymona (zm. 1785) oraz synem Aleksandra Darowskiego (porucznik dragonów austriackich) i Wiktorii z domu Rylskiej herbu Ostoja. Urodził się w 1824 w Krakowie. Miał rodzeństwo: siostry Aleksandrę (żona Wacława Darowskiego), Urszulę, Marię oraz brata Mieczysława (1810-1889). Był kuzynem Bolesława.
Z zawodu był cieślą w rodzinnym Krakowie, należał do cechu rzemieślników tej branży. Uczestniczył w powstaniu krakowskim 1846-1848. Po rzuceniu na niego podejrzenia o zabójstwo komisarza policji Weinberga i pensjonisty Komara uciekł do Francji. W 1848 powrócił w kraju i był obserwowany przez służby. Organizatorem i działaczem w powstaniu styczniowym 1863.
Był żonaty z Radwańską i bezdzietny. W Krakowie opiekował się bratem Mieczysławem pod koniec jego życia (1889). Zmarł 30 września 1899 w Krakowie. Został pochowany na cmentarzu Rakowickim w Krakowie (kwatera 3).